# Lethe gana
Lethe gana är en fjärilsart som beskrevs av Talbot 1947. Lethe gana ingår i släktet Lethe och familjen praktfjärilar. Inga underarter finns listade i Catalogue of Life.